# Leandson Dias da Silva
Leandson Dias da Silva, meglio noto come Rico (Recife, 4 aprile 1981), è un ex calciatore brasiliano, di ruolo attaccante.